# گمینا سواژنز
گمینا سواژنز (به لهستانی:  Gmina Swarzędz) یک گمینا در لهستان است که در شهرستان پوزنانگ واقع شده‌است. گمینا سواژنز ۱۰۱٫۹۹ کیلومتر مربع مساحت و ۴۰٬۴۹۹ نفر جمعیت دارد.